# Oval de Linkbelt
O Oval de Linkbelt, também chamado de "Oval de Aida" é um estádio localizado em Nauru, um país no Oceano Pacífico.

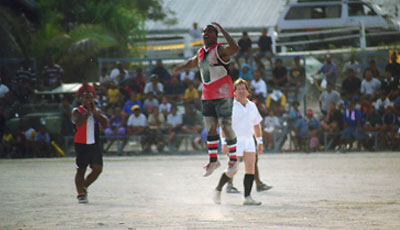
Oval de Linkbelt em 1999.

## Descrição
Devido à sua idade e superfície áspera (seu campo não possui grama, sendo coberto de pó de fosfato), geralmente, não é considerado satisfatório para exigências internacionais, já que consiste de um campo e pequenas tribunas temporárias durante jogos importantes.
AIDA é o nome de uma organização atlética que realiza suas competições e treinamentos no local. "Oval de Linkbelt" é o nome oficial do estádio, onde está localizado os escritórios da Associação Australiana de Futebol Americano em Nauru (sigla em inglês: NAFA), que organizou os jogos dos campeonatos nacionais e da seleção nacional. Adicionalmente, o time da Central Elétrica, os Tigres de Menaida, era originalmente conhecido pelo nome "Linkbelt".
O Linkbelt Oval organiza partidas de futebol australiano e de futebol. O recorde de visitantes é de 3.000 espectadores, o que foi alcançado durante a final do campeonato em 1999.